# Roger Blin
Roger Blin, född den 22 mars 1907 i Neuilly-sur-Seine, Frankrike, död den 21 januari 1984 i Évecquemont, Frankrike, var fransk skådespelare och regissör, mest känd för sina insatser inom den absurda teatern.

## Biografi
Blin var son till en läkare och mot sin fars vilja gick han in för en karriär inom teatern. Från början var han medlem av ett vänsterinriktat teaterkollektiv Groupe Octobre. Blin assisterade Antonin Artaud med produktionen av den senares The Cenci vid Folies-Wagrams-teatern 1935. Under andra världskriget fungerade Blin som förbindelseman mellan motståndsrörelsen och den franska armén.
Hans omfattande karriär som både regissör och aktör kännetecknas till stor del av hans samarbete och relation med Artaud, Samuel Beckett och Jean Genet. Förutom en nära vänskap och förtrogenhet med Artaud under den senares nio år av internering, har han uppmärksammats för sitt uruppförande av Becketts I väntan på Godot, Happy days och Endgames, men också regin av Genets The Blacks och den kontroversiella The Screens.
Publikationen ”Samuel Beckett: The Complete Dramatic Works”, av Faber och Faber, 1986, innehåller tre dedikationer av Beckett: Endgames till Blin, Come and Go till John Calder och Catastrophe” till Vaclav Havel.

## Urval av filmografi
- Adrienne Lecouvreur (1938)
- Orpheus (1950)
- The Hunchback of Notre Dame (1956)
- L'important c'est d'aimer (1975)
- The Adolescent (1979)